# Моджеве (Нижньосілезьке воєводство)
Моджеве (пол. Modrzewie) — село в Польщі, у гміні Влень Львувецького повіту Нижньосілезького воєводства.
Населення — 79 осіб (2011).
У 1975-1998 роках село належало до Єленьоґурського воєводства.

## Демографія
Демографічна структура станом на 31 березня 2011 року:
|          | Загалом | Допрацездатний вік | Працездатний вік | Постпрацездатний вік |
| -------- | ------- | ------------------ | ---------------- | -------------------- |
| Чоловіки | 45      | 3                  | 36               | 6                    |
| Жінки    | 34      | 6                  | 18               | 10                   |
| Разом    | 79      | 9                  | 54               | 16                   |